# Gunvor Övden-Edwards
Gunvor Övden-Edwards, född 13 januari 1934 i Uppsala, död 23 april 2014 i England, var en svensk-brittisk målare och illustratör.
Hon var dotter till läroverksadjunkten Oscar Övden och Elma Swärd samt från 1957 gift med konstnären Peter Wiliam Edwards. Hon var syster till författaren och redaktören Alva Strömberg.
Övden-Edwards studerade konst vid Gun Setterdahls målarskola och vid Kungliga Operans dekoravdelning samt under tre år vid London Polytechnic School. Hon har som illustratör illustrerat Alvar Zetterquists böcker Kriminalchefens berättelser samt ett antal böcker för den engelska marknaden bland annat Mary Hayley Bells Whistle down the wind 1958.